# 드래곤 플라이트
드래곤 플라이트(영어: Dragon Flight 드래건 플라이트[*])는 NextFloor의 모바일 게임이다. 게임에 등장하는 적들을 마법으로 파괴하고 더 멀리 가는 게임이다. 원래는 아이폰용(카카오톡 미적용)으로 제작이 되었으나, 카카오톡을 기반으로 해서 리메이크한 후, 1,000만건 다운로드수와 하루 매출 5억을 보이고 있다.

## 게임 설명
- 용을 타고 계속 무기로 공격하는 캐릭터를 좌우로 조종하여 적들을 물리치며 앞으로 나아간다. 더 멀리 갈수록 비행 속도가 빨라지고 적들이 강해진다.
- 적들 중 불꽃 몬스터를 물리치면 폭탄이 터지며 주변 적들도 함께 없어지고, 보물 상자를 먹을 경우 보석들이 쏟아진다.
- 일정 구간마다 운석이 날아온다. (운석 출현 시 느낌표와 경보음으로 미리 알려주는데, 운석 출현 직전까지 경고 위치가 플레이어를 따라온다.)
- 총 점수는 비행 거리와 사냥 점수를 합쳐 계산한다. 더 강한 적일수록 점수가 높고, 캐릭터가 적과 근접했을 때 적을 죽이면 최대 40배[2]까지 보너스 점수를 얻을 수 있다.
- 게임 도중 가끔씩 엘리트용이나 각성 엘리트용이 등장할 때가 있으며, 격파 시 각성의 조각 주머니를 얻게 된다. 
 (엘리트용 종류 : 엘리트용, 불타오르는 엘리트용, 얼어붙은 엘리트용, 강철의 엘리트용)
- 새끼용을 부화시켜 비행에 같이 참여할 수 있다. 여러 종이 있으며 레벨을 20까지 올릴수 있다. (단, 레벨 10 이상부터는 레벨이 같은 새끼용들끼리 합성을 하여 레벨을 1 더 올릴 수 있다.)
- 게임 내에서 몬스터를 죽이면 보석이 나오기도 하는데 빨간색 보석은 동전 10골드, 초록색 보석은 동전 20골드, 파란색 보석은 동전 30골드와 같은 가치를 지닌다.

## 캐릭터
기본캐릭터를 제외하고 수정으로 얻을 수 있는 캐릭터는 각자 고유한 능력치가 있다. 캐릭터를 새로 구매할 경우 그 캐릭터의 무기 레벨은 1레벨부터 시작하며 최대 50레벨, 각성 시 최대 60레벨까지 무기를 업그레이드 할 수 있다.

### 캐릭터 각성
각성은 1차 각성과 2차 각성이 있으며, 무기 레벨을 최대 60레벨까지 업그레이드 할 수 있다. 각성을 하면 추가 능력과 어빌리티를 가질 수 있는데, 보조 무기와 캐릭터별로 다른 추가 옵션이 있다. 추가 무기와 옵션은 각성 조각을 사용하여 업그레이드 할 수 있으며, 현재 각성은 모두 가능하다.

### 캐릭터 목록
| 마스터     | 마스터      | 마스터              | 이름       | 이름      |
| ---------- | ----------- | ------------------- | ---------- | --------- |
| 나이트     | 騎士        | Knight              | 써니       | Sunny     |
| 프린세스   | 公主        | Princess            | 엘리자베스 | Elizabeth |
| 어쌔신     | 暗殺者/刺客 | Assassin            | 넬라       | Nella     |
| 연금술사   | 鍊金術師    | Alchemist           | 니아       | Nia       |
| 마녀       | 魔女        | Witch               | 이루       | Iru       |
| 조련사     | 調鍊師      | Trainer             | 로즈       | Rose      |
| 상인       | 商人        | Merchant            | 라비       | Rabi      |
| 원소술사   | 元素術師    | Elementalist        | 코델리아   | Cordelia  |
| 웨폰마스터 | -           | Weapon Master       | 이그니스   | Ignis     |
| 탐험가     | 探險家      | Explorer            | 닐         | Neil      |
| 팔라딘     | 聖騎士      | Paladin             | 잔느       | Jeanne    |
| 겜블러     | -           | Gambler             | 록시       | Roxy      |
| 소환사     | 召還師      | Summoner            | 리리스     | Lirith    |
| 레이서     | -           | Racer               | 리하엘     | Rihael    |
| 기계공학자 | 機械工學者  | Mechanical Engineer | 에이다     | Ada       |
| 사제       | 司祭        | Priest              | 클로에     | Cloae     |
| 야만용사   | 野蠻勇士    | Barbarian           | 카푸       | Cafu      |
| 네크로맨서 | -           | Necromancer         | 사일       | Sail      |

### 캐릭터별 특징
- 나이트 써니 : 아무런 특성이 없는 가장 기본이 되는 캐릭터이자 새롭게 시작할 때 처음 등장하는 캐릭터이다. (다른 캐릭터는 모두 수정으로만 구입가능)
- 프린세스 엘리자베스 : 자석 아이템 기능이 기본으로 장착되어 있다. (자석 아이템 획득 시 화면의 모든 아이템을 흡수한다.)
- 어쌔신 넬라 : 비행 중 적에게 받혔을 때 한번 더 부활한다.
- 연금술사 니아 : 비행 중 획득하는 모든 골드를 2배로 얻는다.
- 마녀 이루 : 기본공격 외에 특수마법[3] 사용이 가능하다. (단, 조금 불안정하다는 단점이 있다.)
- 조련사 로즈 : 동행하는 새끼용의 공격력이 상승한다.
- 상인 라비 : 성장시 파워샷을 더 보유할 수 있고, 편대 비행으로 이어갈 때 아이템이 충분히 있으면 슬로우와 파워샷을 보충한다.
- 원소술사 코델리아 : 화면을 터치 할 때마다 공격 속성이 바뀐다. 적의 속성에 맞춰 전략을 바꿀 수 있다.
- 웨폰마스터 이그니스 : 장착중인 아이템과 다른 종류의 아이템을 하나 더 장착할 수 있다.
- 탐험가 닐 : 절반의 시간으로 탐험을 빠르게 완료 할 수 있다.
- 팔라딘 잔느 : 총알을 3번 방어할 수 있다. 능력강화를 통해 최대 5회까지 방어할 수 있다.
- 겜블러 록시 : 카드를 3장 모아(붉은 카드, 노란 카드 조합) 추가점수를 얻거나 잃는다.[4]
- 소환사 리리스 : 기능성 아이템을 얻을 때마다 정령을 소환한다. 보스와 만날 시 4마리 정령 모두 소환한다.[5]
- 레이서 리하엘 : 거리 점수가 더 빠르게 증가한다.[6]
- 기계공학자 에이다 : 미사일이 제작되면 화면을 두 번 터치해서 미사일을 발사할 수 있다. 또한 피해를 입었을 시, 수리할 수 있다. 수리시간은 피해를 거듭할수록 길어진다.[7]
- 사제 클로에 : 후발대 지정 혹은 선발대 사용 후 버프 구슬을 일정 기간마다 소환한다. 종류로는 화염, 빙결 등이 있다.
- 야만용사 카푸 : 부메랑을 던져 적을 공격한다. 부메랑을 5번 회수하면 다음 공격에 부메랑을 던져 화면 전체에 강력한 피해를 입힌다.
- 네크로맨서 사일 : 영혼을 모으고 화면을 두번 터치해서 망자를 소환할 수 있다. 영혼이 10개 이상 모이면 다수의 망자 군대를 소환할 수도 있다.

## 새끼용
새끼용은 많은 종의 새끼용이 존재한다. 총 20레벨까지 업그레이드 할 수 있으며, 11레벨부터는 같은 레벨의 새끼용과 합성하여 업그레이드 할 수 있다.
- 새끼용 알 (Dragon Egg): 일반알(4000골드)과 황금알(25수정), 황금알(13레벨)(45수정)을 구입할 수 있다.
- 새끼용의 종류
  - 연사형 (連射型, Rapid fire Type) : 플레이어의 곁에 붙어 총알을 발사한다.
    - 암흑형 (暗黑型, Darkness Type) : 암흑속성 총알을 발사한다. 레벨업을 할수록 파워가 강해진다.
    - 수속형 (水速型, Water speed Type) : 물속성 총알을 발사한다. 레벨업을 할수록 파워가 강해진다.
    - 전기형 (電氣型, Electricity Type) : 전기속성 총알을 발사한다. 레벨업을 할수록 파워가 강해진다.

  - 빙결형 (氷結型, Freezing Type) : 적을 얼려 느리게 움직이도록 하고 약화시킨다. 레벨업을 할수록 지속시간이 길어진다.
  - 전폭형 (電爆型, Blitz explosion Type) : 전기 속성의 범위형 데미지를 준다. 레벨업을 할수록 파워가 강해진다.
  - 전격형 (電擊型, Blitz attack Type) : 전기를 발사해 플레이어 근처의 몬스터에게 강력한 데미지를 준다. 레벨업을 할수록 충전시간이 줄어든다.
  - 폭발형 (爆發型, Explosion Type) : 강력한 한방으로 범위형 데미지를 준다. 레벨업을 할수록 파워가 강해진다.
  - 화염형 (火焰型, Fire attack Type) : 불의 화살을 발사해 적에게 화염형 데미지를 입힌다.
  - 브레스형
  - 생산형 (生産型, Production Type) : 아이템을 만들어낸다. 레벨업을 할수록 더 빨리 만들어낸다.
    - 선물형 (膳物型, Present Type) : 아이템을 만들어낸다. 레벨업을 할수록 더 빨리 만들어낸다.

  - 유도형 (誘導型, Guided Type) : 가장 가까운 적에게 총알을 발사한다. 레벨업을 할수록 파워가 강해진다.
    - 암흑유도형 (暗黑誘導型, Darkness guided Type) : 가장 가까운 적에게 암흑 속성의 총알을 발사한다. 레벨업을 할수록 파워가 강해진다.
    - 수속유도형 (水速誘導型, Water speed guided Type) : 가장 가까운 적에게 물 속성의 총알을 발사한다. 레벨업을 할수록 파워가 강해진다.
    - 화염유도형 (火焰誘導型, Fire guided Type) : 가장 가까운 적에게 화염 속성의 총알을 발사한다. 레벨업을 할수록 파워가 강해진다.
    - 전기유도형 (電氣誘導型, Electricity guided Type) : 가장 가까운 적에게 전기 속성의 총알을 발사한다. 레벨업을 할수록 파워가 강해진다.

  - 복사형 (複寫型, Copy Type) : 플레이어와 동일한 속성의 총알을 발사한다. 레벨업을 할수록 파워가 강해진다.
  - 전환형 (轉換型, Change Type) : 터치할 때마다 공격 속성을 변경한다. 레벨업을 할수록 파워가 강해진다.
  - 시간형 (時間型, Time Type) : 새끼용별로 지정된 시간에만 강력한 총알을 발사한다. 다른 시간대에도 공격을 하지만 매우 게으르다. 레벨업을 할수록 파워가 강해진다.
  - 돌격형 (突擊型, Charge Attack Type) : 화면을 터치하면 앞으로 돌격해서 부딪힌 적에게 큰 데미지를 입힌다. 레벨업을 할수록 파워가 강해진다.
  - 방어형 (防禦型, Defense Type) : 게임 시작 후 일정 시간 충전 후에 딱 한 번 플레이어를 보호해준다. 레벨업을 할수록 충전 시간이 짧아진다.
  - 독무형 (毒霧型, Strong fog Type) : 적을 중독시켜 방어력을 무시하고 지속적인 데미지를 준다. 레벨업을 할수록 파워가 강해진다.
  - 화암형 (火暗型, Fire darkness Type) : 불과 암흑 두 가지 속성을 동시에 발사한다. 레벨업을 할수록 파워가 강해진다.
  - 화전형 (火電型, Fire electricity Type) : 불과 전기 두 가지 속성을 동시에 발사한다. 레벨업을 할수록 파워가 강해진다.
  - 화수형 (火水型, Fire water Type) : 불과 물 두 가지 속성을 동시에 발사한다. 레벨업을 할수록 파워가 강해진다.
  - 암전형 (暗電型, Darkness electricity Type) : 암흑과 전기 두 가지 속성을 동시에 발사한다. 레벨업을 할수록 파워가 강해진다.
  - 암수형 (暗水型, Darkness water Type) : 암흑과 물 두 가지 속성을 동시에 발사한다. 레벨업을 할수록 파워가 강해진다.
  - 수전형 (水電型, Water electricity Type) : 물과 전기 두 가지 속성을 동시에 발사한다. 레벨업을 할수록 파워가 강해진다.
  - 간파형 (看破型, Detection Type) : 가장 가까운 적에게 약점 속성의 총알을 발사한다. 레벨업을 할수록 파워가 강해진다.
  - 황금형 (黃金型, Gold Type) : 탐험 시 게임머니를 지정된 비율만큼 더 획득한다.
  - 광부형 (鑛夫型, Miner Type) : 탐험 시 수정을 획득할 경우 수정을 한 개 더 획득한다. 단, 5개를 초과해서 획득할 수 없다.
  - 보물형 (寶物型, Treasure Type) : 탐험 시 아이템을 획득할 확률이 상승한다.
  - 탐험형 (探險型, Exploration Type) : 탐험 소요 시간을 지정된 시간만큼 단축한다. 단, 30분 이하로는 단축할 수 없다.
    - 탐험형 - 화 (探險型-火, Exploration Type-Fire) : 상성 탐험지의 탐험 능력이 2배 상승한다.
    - 탐험형 - 수 (探險型-水, Exploration Type-Water) : 상성 탐험지의 탐험 능력이 2배 상승한다.
    - 탐험형 - 전 (探險型-電, Exploration Type-Electricity) : 상성 탐험지의 탐험 능력이 2배 상승한다.
    - 탐험형 - 암 (探險型-暗, Exploration Type-Darkness) : 모든 탐험지의 탐험 능력이 1.5배 상승한다.

  - 레이저형
  - 관통형 (貫通型, Penetration Type) : 적을 관통하는 총알을 발사한다. 레벨업을 할수록 파워가 강해진다.
  - 수다형 (Chatter Type) : 비행하는 동안 말풍선으로 계속 얘기한다. 레벨업을 할수록 말이 더 많아진다.
  - 학습형 (學習型, Learning Type) : 레벨업을 할수록 기본 공격력이 좋아지며 새끼용별로 지정된 해당 아이템을 획득할 때마다 더 강해진다. (최고 150%까지 오른다.)
  - 이계형 (異界型, Otherworld Type) : 지정된 날짜까지 일정 레벨을 달성하면 저주가 풀린다.
    - (저주가 풀릴시 임의로 바뀌는 새끼용 : 단디, 카쉬, 매그넘)

### 새끼용 목록
- 다음은 각 새끼용마다 지정된 번호 순으로 나열한 새끼용 목록이다.

(완성 되지 않은 관계로 정확하지 않을 수 있음)
| 번호 | 이름     | 유형 | 종류 | 속성   |
| ---- | -------- | ---- | ---- | ------ |
| 1    | 용용이   | 연사 | 일반 | (없음) |
| 2    | 얼음이   | 빙결 | 일반 | 물     |
| 3    | 곰곰이   | 전격 | 일반 | 전기   |
| 4    | 화나     | 폭발 | 일반 | 불     |
| 5    | 트리케라 | 전격 | 일반 | 전기   |
| 6    | 냥이     | 전격 | 희귀 | 전기   |
| 7    | 우용이   | 폭발 | 일반 | 불     |
| 8    | 하니     | 연사 | 일반 | (없음) |
| 9    | 돌피니   | 빙결 | 일반 | 물     |
| 10   | 웨스턴   | 연사 | 일반 | (없음) |
| 11   | 바위     | 폭발 | 일반 | 불     |
| 12   | 체리     | 빙결 | 일반 | 물     |
| 13   | 마자용   | 빙결 | 일반 | 물     |
| 14   | 드래투스 | 연사 | 일반 | (없음) |
| 15   | 야미     | 폭발 | 일반 | 불     |
| 16   | 열공이   | 전격 | 일반 | 전기   |
| 17   | 콘       | 폭발 | 일반 | 물     |
| 18   | 카우스키 | 전격 | 일반 | 전기   |
| 19   | 푸딩     | 빙결 | 일반 | 물     |
| 20   | 오리구리 | 빙결 | 일반 | 물     |
| 21   | 이상해용 | 폭발 | 일반 | 불     |
| 22   | 모모     | 연사 | 희귀 | (없음) |
| 23   | 통뼈     | 전격 | 일반 | 전기   |
| 24   | 녹용     | 연사 | 일반 | (없음) |
| 25   | 분홍이   | 전격 | 일반 | 전기   |
| 26   | 워낭     | 연사 | 일반 | (없음) |
| 27   | 그리퐁   | 폭발 | 일반 | 불     |
| 28   | 유니     | 빙결 | 희귀 | 물     |
| 29   | 작아용   | 폭발 | 희귀 | 불     |
| 30   | L        | 연사 | 일반 | (없음) |
| 31   | 예티     | 빙결 | 일반 | 물     |
| 32   | 우파루파 | 전격 | 일반 | 전기   |
| 33   | 세리     | 화염 | 일반 | 불     |
| 34   | 앙드레   | 화염 | 희귀 | 불     |
| 35   | 아르마   | 돌격 | 일반 | (없음) |
| 36   | 그레이스 | 암흑 | 일반 | 암흑   |
| 37   | 로이푸푸 | 생산 | 일반 | (없음) |
| 38   | 돼용     | 돌격 | 일반 | (없음) |
| 39   | 여의주   | 생산 | 일반 | (없음) |
| 40   | 프라쥬   | 전격 | 일반 | 전기   |
| 41   | 블레이즈 | 화염 | 일반 | 불     |
| 42   | 뽀롱이   | 생산 | 일반 | (없음) |
| 43   | 블링     | 생산 | 희귀 | (없음) |
| 44   | 고등뿔   | 수속 | 일반 | 물     |
| 45   | 노란곰   | 화염 | 일반 | 불     |
| 46   | 돌파     | 돌격 | 일반 | (없음) |
| 47   | 샛별     | 생산 | 일반 | (없음) |
| 48   | 스카이   | 전기 | 일반 | 전기   |
| 49   | 그윽이   | 방어 | 일반 | (없음) |
| 50   | 푸릉     | 유도 | 희귀 | (없음) |
| 51   | 소소     | 복사 | 일반 | (없음) |
| 52   | 나목이   | 복사 | 희귀 | (없음) |
| 53   | 해마군   | 시간 | 일반 | (없음) |

| 번호 | 이름          | 유형                  | 종류 | 속성       |
| ---- | ------------- | --------------------- | ---- | ---------- |
| 54   | 멍뭉이        | 시간                  | 일반 | (없음)     |
| 55   | 화릉이        | 시간                  | 일반 | (없음)     |
| 56   | 화이트 그리퐁 | 유도                  | 일반 | (없음)     |
| 57   | 울퉁이        | 전기                  | 희귀 | 전기       |
| 58   | 초코          | 암흑                  | 희귀 | 암흑       |
| 59   | 아리스        | 수속                  | 희귀 | 물         |
| 60   | 냥냥이        | 전폭                  | 희귀 | 전기       |
| 61   | 쿤다          | 독무                  | 일반 | (없음)     |
| 62   | 카멜롱        | 전환                  | 일반 | (없음)     |
| 63   | 루니          | 전폭                  | 일반 | 전기       |
| 64   | 썬더          | 전폭                  | 일반 | 전기       |
| 65   | 크라운        | 전환                  | 희귀 | (없음)     |
| 66   | 칼리          | 화암                  | 전설 | 불, 암흑   |
| 67   | 보스          | 화전                  | 전설 | 불, 전기   |
| 68   | 도란          | 암수                  | 전설 | 암흑, 물   |
| 69   | 클로이        | 수전                  | 전설 | 물, 전기   |
| 70   | 케일          | 암전                  | 전설 | 암흑, 전기 |
| 71   | 앰버          | 화수                  | 전설 | 불, 물     |
| 72   | 펌키          | 암흑                  | 일반 | 암흑       |
| 73   | 루돌이        | 선물                  | 희귀 | (없음)     |
| 74   | 닉스          | 화염 유도             | 희귀 | 불         |
| 75   | 오토          | 수속 유도             | 희귀 | 물         |
| 76   | 룽룽이        | 전기 유도             | 희귀 | 전기       |
| 77   | 충혈이        | 암흑 유도             | 희귀 | 암흑       |
| 78   | 모히칸        | 간파                  | 전설 | (없음)     |
| 79   | 폰            | 황금                  | 일반 | (없음)     |
| 80   | 폴로          | 황금                  | 희귀 | (없음)     |
| 81   | 양초          | 광부                  | 희귀 | (없음)     |
| 82   | 마르코        | 보물                  | 일반 | (없음)     |
| 83   | 딘            | 보물                  | 희귀 | (없음)     |
| 84   | 데이먼        | 탐험-火               | 희귀 | 불         |
| 85   | 달이          | 탐험-水               | 희귀 | 물         |
| 86   | 테슬라        | 탐험-電               | 희귀 | 전기       |
| 87   | 크림          | 탐험-暗               | 희귀 | 암흑       |
| 88   | 쿠리          | 탐험                  | 희귀 | (없음)     |
| 89   | 마그          | 황금                  | 전설 | (없음)     |
| 90   | 일리          | 보물                  | 전설 | (없음)     |
| 91   | 모게라        | 광부                  | 전설 | (없음)     |
| 92   | 골드바        | 탐험                  | 전설 | (없음)     |
| 93   | 다크스피어    | 관통                  | 한정 | 암흑       |
| 94   | 추지용        | 수다                  | 한정 | (없음)     |
| 95   | 크로츠        | 학습 (하이퍼플라이트) | 일반 | 불         |
| 96   | 파니          | 학습 (하이퍼플라이트) | 희귀 | 불         |
| 97   | 또박이        | 학습 (듀얼샷)         | 일반 | 물         |
| 98   | 도비          | 학습 (듀얼샷)         | 희귀 | 물         |
| 99   | 배트          | 학습 (자석)           | 일반 | 전기       |
| 100  | 헌디          | 학습 (자석)           | 희귀 | 전기       |
| 101  | 밍큐          | 학습 (더블스코어)     | 일반 | 암흑       |
| 102  | 스모키        | 학습 (더블스코어)     | 희귀 | 암흑       |
| 103  | 캐스피        | 이계                  | 한정 | (없음)     |
| 104  | 단디          | 방어                  | 일반 | (없음)     |
| 105  | 카쉬          | 부식                  | 일반 | (없음)     |
| 106  | 매그넘        | 화염                  | 희귀 | 불         |

## 보스
- 2014년 9월 3일, 대규모 업데이트 이 후 일정 간격마다 보스들이 등장하고 있다.
- '크래곤'은 2.0버전 업데이트 때부터 등장하였다.

보스 목록
| 이름            | 등장 속성              |
| --------------- | ---------------------- |
| 크래곤          | 무속성, 불, 얼음, 강철 |
| 메테오 크래곤   | 불, 얼음, 강철         |
| 불안정한 파괴자 | 강철                   |
| 암석 지대       | 불                     |
| 슬라임          | 무속성, 불, 얼음, 강철 |
| 서큐버스        | 강철                   |
| 고대의 정령     | 무속성, 불, 얼음 혼합  |
| 검은구름        | 일반                   |
| 하늘의 파수꾼   | 불 + 얼음              |
| 데몬 드래곤     | 무속성, 불, 얼음, 강철 |

## 아이템

### 게임 내 아이템
- 골드 (Gold) : 1골드 획득
- 빨간색 보석 (Red Jewel) : 10골드 획득
- 초록색 보석 (Green Jewel) : 20골드 획득
- 파란색 보석 (Blue Jewel) : 30골드 획득
- 듀얼 샷 (Dual Shot) : 한 줄로 쏘던 무기를 일정 시간 동안 두 줄로 쏠 수 있다.
- 자석 (磁石, Magnet) : 주변의 모든 골드와 아이템들을 끌어당긴다.
- 하이퍼 플라이트 (Hyper Flight) : 추진력을 받아 일정 구간을 100m 빠르게 나아간다. 이 때 적과 부딪히면 점수를 얻는다.
- 더블 스코어 (Double Score) : 일정 시간 동안 점수가 두 배로 적용된다.

### 장착 아이템 및 마법석
- 프로필에서 무기, 옷, 장신구를 캐릭터 당 1개씩 장착 가능하다. 최대 +5강까지 가능하며 강화되어도 별다른 차이없는 아이템도 있다. 마법석은 장착 아이템에 효과를 적용시키는 역할을 한다 아이템 종류는 총 169가지.
- 각 아이템마다 지정된 번호 순으로 나열한 장착아이템 목록이다.

- 효과 내용은 강화되지 않은 기준으로 기재.

| 번호 | 이름                    | 효과                                                                                            |
| ---- | ----------------------- | ----------------------------------------------------------------------------------------------- |
| 1    | 전설종 새끼용 화석      | 레벨 10 이상의 새끼용 5마리가 있어야 부화 가능                                                  |
| 2    | 써니의 목걸이           | 듀얼샷 유지 시간 0.7초 증가                                                                     |
| 3    | 써니의 창               | 공격력 15% 강화                                                                                 |
| 4    | 써니의 투피스           | 아이템 획득시 점수 500점 획득                                                                   |
| 5    | 엘리자베스의 목걸이     | 자석 유지 시간 1초 증가                                                                         |
| 6    | 엘리자베스의 검         | 자석 아이템 획득시 듀얼샷 적용                                                                  |
| 7    | 엘리자베스의 드레스     | 자석 아이템 획득시 점수 2000점 획득                                                             |
| 8    | 넬라의 목걸이           | 스텔스 시간 1초 증가                                                                            |
| 9    | 넬라의 표창             | 크리티컬 확률 1% 증가                                                                           |
| 10   | 넬라의 의복             | 최종 사냥 점수 3%만큼 증가                                                                      |
| 11   | 니아의 목걸이           | 보석 등장 확률 0.5% 증가                                                                        |
| 12   | 니아의 지팡이           | 공격력 2% 강화                                                                                  |
| 13   | 니아의 로브             | 획득 동전의 10배 만큼 점수 획득                                                                 |
| 14   | 이루의 목걸이           | 마법 발동 필요 MP가 5 감소                                                                      |
| 15   | 이루의 지팡이           | '난사'와 '파이어볼' 마법의 공격력 강화                                                          |
| 16   | 이루의 드레스           | 마법 발동시 점수 3000점 획득                                                                    |
| 17   | 로즈의 목걸이           | 새끼용의 획득 경험치 5% 증가                                                                    |
| 18   | 로즈의 채찍             | 새끼용 공격력 3% 강화                                                                           |
| 19   | 로즈의 의복             | 적 용을 해치웠을 때 점수 5%만큼 증가                                                            |
| 20   | 라비의 목걸이           | 아이템 등장 확률 1% 증가                                                                        |
| 21   | 라비의 지휘봉           | 파워샷 공격력 10% 강화                                                                          |
| 22   | 라비의 의복             | 공격력 2% 강화                                                                                  |
| 23   | 코델리아의 목걸이       | 크래곤을 해치울 때 마다 속성 임의 변경                                                          |
| 24   | 코델리아의 지팡이       | 시작시 공격 속성 임의 변경                                                                      |
| 25   | 코델리아의 로브         | 아이템을 획득할 때마다 공격 속성 임의 변경                                                      |
| 26   | 들꽃분홍 목걸이         | (효과 없음)                                                                                     |
| 27   | 이빠진 검               | (효과 없음)                                                                                     |
| 28   | 시골소녀의 원피스       | (효과 없음)                                                                                     |
| 29   | 구슬 목걸이             | 파이널 플라이트 유지시간 1초 증가                                                               |
| 30   | 묵직한 해머             | 공격력 3% 강화                                                                                  |
| 31   | 청량한 퍼프 원피스      | 거리 점수 8% 증가                                                                               |
| 32   | 독 단검                 | 3% 확률로 2초 동안 적을 부식시키고 0.5초당 1 데미지를 적용                                      |
| 33   | 빙결의 검               | 1% 확률로 2초 동안 적을 움직임을 느리게 함                                                      |
| 34   | 독살의 검               | 3% 확률로 2초 동안 적을 부식시키고 0.5초당 1 데미지를 적용                                      |
| 35   | 무지개색 목걸이         | 더블 스코어 유지 시간 1초 증가                                                                  |
| 36   | 나비 목걸이             | 듀얼샷 유지 시간 1초 증가                                                                       |
| 37   | 태양문양 목걸이         | 하이퍼 플라이트 아이템 획득시 이동 거리 20m 증가                                                |
| 38   | 사서의 푸른 원피스      | 획득 동전의 20배 만큼 점수 획득                                                                 |
| 39   | 꼬마 메이드복           | 아이템 획득시 점수 1000점 획득                                                                  |
| 40   | 크라운 로브             | 크래곤 퇴치 점수 5% 증가                                                                        |
| 41   | 병아리 원피스           | 적 용을 해치웠을 때 점수 8% 만큼 증가                                                           |
| 42   | 푸른 구슬 지팡이        | 공격력 3% 강화                                                                                  |
| 43   | 노말 해머               | 공격력 1% 강화                                                                                  |
| 44   | 붉은 검                 | 공격 속성 불 고정                                                                               |
| 45   | 전기검                  | 공격 속성 전기 고정                                                                             |
| 46   | 물의 검                 | 공격 속성 물 고정                                                                               |
| 47   | 암흑검                  | 공격 속성 암흑 고정                                                                             |
| 48   | 고스트 캔디 목걸이      | 스테이지 배경 음악 변경 (할로윈)                                                                |
| 49   | 펌프킨 마술봉           | 스테이지에 거대 호박 등장                                                                       |
| 50   | 호박 마녀 드레스        | 스테이지 배경 변경 (할로윈)                                                                     |
| 51   | 벨벨 목걸이             | 스테이지 배경 음악 변경 (크리스마스)                                                            |
| 52   | 트리 마법봉             | 25초 마다 선물 생성                                                                             |
| 53   | 산타치마                | 스테이지 배경 변경 (크리스마스)                                                                 |
| 54   | 크리스탈 마법봉         | 듀얼샷 아이템 획득시 자석 효과 적용                                                             |
| 55   | 심플 튼튼검             | 듀얼샷 아이템 획득시 더블 스코어 효과 적용                                                      |
| 56   | 팔성검                  | 자석 아이템 획득시 더블 스코어 적용                                                             |
| 57   | 그린드래곤 워해머       | 새끼용 크리티컬 확률 0.2%                                                                       |
| 58   | 무서운 징징검           | 더블 스코어 아이템 획득시 자석 효과 적용                                                        |
| 59   | 물방울 창               | 하이퍼 플라이트 아이템 획득시 자석 효과 적용                                                    |
| 60   | 우둘우둘 철퇴           | 하이퍼 플라이트 아이템 획득시 더블 스코어 적용                                                  |
| 61   | 나무 지팡이             | (효과 없음)                                                                                     |
| 62   | 평범한 원피스           | (효과 없음)                                                                                     |
| 63   | 조개 목걸이             | (효과 없음)                                                                                     |
| 64   | 머스트 목걸이           | 매 게임마다 엘리트용 등장                                                                       |
| 65   | 빠르엘 목걸이           | 엘리트용이 등장하는 거리가 가까워짐                                                             |
| 66   | 네버네버 목걸이         | 매 게임마다 엘리트용이 등장하지 않음.                                                           |
| 67   | 황금 날개               | 이벤트 스테이지로 진입                                                                          |
| 68   | 설빔 한복               | 아이템 획득시 점수 1000점 획득                                                                  |
| 69   | 황진이 한복             | 획득 동전의 25배 만큼 점수 획득                                                                 |
| 70   | 중전 한복               | 스테이지 배경음악 변경                                                                          |
| 71   | 옥색매듭 목걸이         | 스테이지 배경 변경                                                                              |
| 72   | 새끼용알                | 새끼용 부화                                                                                     |
| 73   | 마법 변경 스크롤 #1     | 지정한 아이템의 첫 번째 옵션을 제거하고 새로운 옵션 부여 (첫 번째 옵션이 아닐 시 사용 불가)     |
| 74   | 마법 변경 스크롤 #2     | 지정한 아이템의 두 번째 옵션을 제거하고 새로운 옵션 부여 (두 번째 옵션이 아닐 시 사용 불가)     |
| 75   | 마법 변경 스크롤 #3     | 지정한 아이템의 세 번째 옵션을 제거하고 새로운 옵션 부여 (세 번째 옵션이 아닐 시 사용 불가)     |
| 76   | 낡은 마법 부여 스크롤   | 기존의 모든 옵션을 제거하고 한개의 인챈트 옵션 부여 (옵션이 부여되지 않은 아이템에도 사용 가능) |
| 77   | 고급 마법 부여 스크롤   | 기존의 모든 옵션을 제거하고 두개의 인챈트 옵션 부여 (옵션이 부여되지 않은 아이템에도 사용 가능) |
| 78   | 전설의 마법 부여 스크롤 | 기존의 모든 옵션을 제거하고 세개의 인챈트 옵션 부여 (옵션이 부여되지 않은 아이템에도 사용 가능) |
| 79   | 낡은 탐험지도           | D등급 탐험지를 잠시 동안 추가                                                                   |
| 80   | 평범한 탐험지도         | C등급 탐험지를 잠시 동안 추가                                                                   |
| 81   | 상세한 탐험지도         | B등급 탐험지를 잠시 동안 추가                                                                   |
| 82   | 고급 탐험지도           | A등급 탐험지를 잠시 동안 추가                                                                   |
| 83   | 진귀한 탐험지도         | S등급 탐험지를 잠시 동안 추가                                                                   |
| 84   | 마그마 목걸이           | 탐험시 수정을 획득할 경우 수정 1개 추가 획득 (5개 초과 획득 불가)                               |
| 85   | 바닷빛 목걸이           | 엘리트용이 한마리 더 등장                                                                       |
| 86   | 암흑 목걸이             | 탐험시 새끼용 획득 경험치 3% 상승                                                               |
| 87   | 럭키스타 목걸이         | 탐험시 게임 머니량 3% 상승                                                                      |
| 88   | 황금고딕 목걸이         | 탐험시 획득 게임 머니량 경험치 5% 상승                                                          |
| 89   | 버건디소울 목걸이       | 탐험시 획득 게임 머니량 경험치 10% 상승                                                         |
| 90   | 물방울 목걸이           | 탐험시 수정을 획득할 경우 수정 2개 추가 획득 (5개 초과 획득 불가)                               |
| 91   | 공작의 깃털 목걸이      | 탐험시 새끼용 획득 경험치 5% 상승                                                               |
| 92   | 시간 날개 목걸이        | 탐험시 새끼용 획득 경험치 10% 상승                                                              |
| 93   | 마법 추가 스크롤        | 인첸드 옵션 한개 추가 (옵션3개인경우 사용불가)                                                  |
| 94   | 망토원피스              | 탐험 시간 10분 단축 (30분 이하로 단축 불가)                                                     |
| 95   | 언발 날개 원피스        | 탐험 시간 15분 단축 (30분 이하로 단축 불가)                                                     |
| 96   | 블링블링 날개 원피스    | 탐험 시간 20분 단축 (30분 이하로 단축 불가)                                                     |
| 97   | 돌돌 마법봉             | 불타는 지대의 탐험 능력 15 상승                                                                 |
| 98   | 붉은 눈 마법봉          | 불타는 지대의 탐험 능력 35 상승                                                                 |
| 99   | 화염의 마법봉           | 불타는 지대의 탐험 능력 55 상승                                                                 |
| 100  | 시원한 활               | 얼어붙은 지대의 탐험 능력 15 상승                                                               |
| 101  | 회오리 활               | 얼어붙은 지대의 탐험 능력 35 상승                                                               |
| 102  | 폭포의 푸른 활          | 얼어붙은 지대의 탐험 능력 55 상승                                                               |
| 103  | 따끔한 전기 창          | 강철 지대의 탐험 능력 15 상승                                                                   |
| 104  | 푸른 전기 창            | 강철 지대의 탐험 능력 35 상승                                                                   |
| 105  | 태풍번개의 창           | 강철 지대의 탐험 능력 55 상승                                                                   |
| 106  | 어두운 단검             | 모든 탐험지의 탐험 능력 5 상승                                                                  |
| 107  | 암흑의 검               | 모든 탐험지의 탐험 능력 15 상승                                                                 |
| 108  | 깊은 심연의 검          | 모든 탐험지의 탐험 능력 20 상승                                                                 |
| 109  | 심플 도끼               | 강철 지대의 탐험 능력 15 상승                                                                   |
| 110  | 버터플라이 도끼         | 강철 지대의 탐험 능력 35 상승                                                                   |
| 111  | 폭주 메탈 도끼          | 강철 지대의 탐험 능력 55 상승                                                                   |
| 112  | 무거운 해머             | 모든 탐험지의 탐험 능력 5 상승                                                                  |
| 113  | 파괴 해머               | 모든 탐험지의 탐험 능력 15 상승                                                                 |
| 114  | 전설의 거인해머         | 모든 탐험지의 탐험 능력 20 상승                                                                 |
| 115  | 전설용의 알             | 전설종 새끼용 출현 (이벤트 한정)                                                                |
| 116  | 마법석 P1               | 공격력 1% ~ 7% 강화                                                                             |
| 117  | 마법석 P2               | 크리티컬 확률 0.3% ~ 1% 증가                                                                    |
| 118  | 마법석 P3               | 새끼용 공격력 6% ~ 16% 강화                                                                     |
| 119  | 마법석 S2               | 보스 클리어 보너스 점수 5% ~ 20% 증가                                                           |
| 120  | 마법석 S3               | 적을 해치웠을 때 점수 20% ~ 40% 만큼 증가 (중복시 최고 100%까지 적용)                           |
| 121  | 마법석 S4               | 거리 점수 9% ~ 36% 만큼 증가                                                                    |
| 122  | 마법석 B1               | 0.5% ~ 1.5% 확률로 2초 동안 적을 부식시키고 0.5초당 1데미지 적용                                |
| 123  | 마법석 B2               | 0.2% ~ 1.0% 확률로 2초 동안 적의 움직임을 느리게 함                                             |
| 124  | 마법석 S5               | 기능성 아이템 획득시 점수 300점 ~ 2000점 획득                                                   |
| 125  | 마법석 C1               | 이루의 마법 발동 필요 마나가 1 ~ 5 감소                                                         |
| 126  | 마법석 E1               | 새끼용의 획득 경험치 5% ~ 10% 증가                                                              |
| 127  | 마법석 B3               | 3%의 확률로 2초 동안 적을 부식시키고 0.5초당 2 ~ 5데미지 적용                                   |
| 128  | 마법석 B4               | 0.5초 ~ 5초마다 유도탄 발사                                                                     |
| 129  | 마법석 C2               | 넬라의 스텔스 시간 1초 ~ 3초 증가                                                               |
| 130  | 마법석 M1               | 보석 등장 확률 0.2% ~ 1% 증가                                                                   |
| 131  | 마법석 M2               | 아이템 등장 확률 0.2% ~ 1% 증가                                                                 |
| 132  | 마법석 M3               | 파워샷 공격력 10% ~ 30% 강화                                                                    |
| 133  | 마법석 M4               | 더블 스코어 유지 시간 0.5초 ~ 2.5초 증가                                                        |
| 134  | 마법석 M5               | 듀얼샷 유지 시간 0.5초 ~ 2.5초 증가                                                             |
| 135  | 마법석 M6               | 하이퍼 플라이트 아이템 획득시 질주시간 0.05초 ~ 0.2초 증가                                      |
| 136  | 마법석 M7               | 자석 유지 시간 0.5초 ~ 2.5초 증가                                                               |
| 137  | 마법석 M8               | 파이널 플라이트 유지 시간 0.5초 ~ 2.5초 증가                                                    |
| 138  | 마법석 S6               | 자석 아이템 획득시 점수 1500점 ~ 7500점 획득                                                    |
| 139  | 마법석 M9               | 자석 아이템 획득시 듀얼샷 효과 발동                                                             |
| 140  | 마법석 C3               | 마법 발동시 점수 1500점 ~ 7500점 획득                                                           |
| 141  | 마법석 C4               | 난사와 파이어볼 마법 공격력 강화                                                                |
| 142  | 마법석 S7               | 최종 사냥 점수 3% ~ 12%만큼 증가                                                                |
| 143  | 마법석 B5               | 3초 ~ 10초마다 전격 공격                                                                        |
| 144  | 마법석 M10              | 듀얼샷 아이템 획득시 자석 효과 발동                                                             |
| 145  | 마법석 M11              | 듀얼샷 아이템 획득시 더블 스코어 효과 발동                                                      |
| 146  | 마법석 M12              | 자석 아이템 획득시 더블 스코어 효과 발동                                                        |
| 147  | 마법석 M13              | 더블 스코어 아이템 획득시 자석 효과 발동                                                        |
| 148  | 마법석 M14              | 하이퍼 플라이트 아이템 획득시 자석 효과 발동                                                    |
| 149  | 마법석 M15              | 하이퍼 플라이트 아이템 획득시 더블 스코어 효과 발동                                             |
| 150  | 마법석 P4               | 새끼용 크리티컬 확률 0.5% ~ 1.5% 증가                                                           |
| 151  | 마법석 S8               | 듀얼샷 아이템 획득시 점수 1500점 ~ 7500점 획득                                                  |
| 152  | 마법석 S9               | 더블 스코어 아이템 획득시 점수 1500점 ~ 7500점 획득                                             |
| 153  | 마법석 S10              | 하이퍼 플라이트 아이템 획득시 점수 1500점 ~ 7500점 획득                                         |
| 154  | 마법석 T1               | 불타는 지대의 탐험 능력 5 ~ 30 상승                                                             |
| 155  | 마법석 T2               | 얼어붙은 지대의 탐험 능력 5 ~ 30 상승                                                           |
| 156  | 의문의 마법석 1         | -                                                                                               |
| 157  | 의문의 마법석 2         | -                                                                                               |
| 158  | 마법석 T5               | 모든 탐험지의 탐험 능력 3 ~ 20 상승                                                             |
| 159  | 마법석 T6               | 탐험시 획득 게임 머니량 1% ~ 25% 상승                                                           |
| 160  | 마법석 T7               | 탐험시 새끼용의 획득 경험치 3% ~ 20% 상승                                                       |
| 161  | 마법석 T8               | 탐험 시간 5분 ~ 45분 단축 (30분 이하로 단축 불가)                                               |
| 162  | 마법석 T9               | 강철 지대의 탐험 능력 5 ~ 30 상승                                                               |
| 163  | 돌멩이                  | (효과 없음)                                                                                     |
| 164  | 수상한 광물             | 감정후 마법석이나 돌멩이가 임의로 등장                                                          |
| 165  | 마법석 S1               | 게임중 획득 동전의 10배 ~ 30배 만큼 점수 획득                                                   |
| 166  | 리베르 무기교환권       | 마법이 깃든 장비를 무료로 획득                                                                  |
| 167  | 무거운 금고             | 50개의 수정을 4자리 번호 조합시 개봉                                                            |
| 168  | 무지개 마법석           | 장비 아이템에 임의 마법 부여                                                                    |
| 169  | 새끼용 변신물약         | 새끼용을 다른 종으로 변신                                                                       |

## 상점
- 무기 업그레이드 : 기본무기를 다음 등급으로 업그레이드 한다. (최대 50레벨까지 할 수 있다.)
- 능력강화 : 각각 5종류의 능력을 강화 할 수 있다.
- 파워 샷 : 다가오는 적들을 강한 빛으로 제압 할 수 있다. 한 게임 당 9번씩 사용할 수 있다. 라비로 플레이시 파워샷을 능력강화를 통해 최대 18번을 사용할 수 있다. (300골드)
- 하이퍼 플라이트 대용량 : 시작과 동시에 추진력을 받아 1500m 빠르게 나아간 구간부터 시작된다. (1500골드)
- 파이널 플라이트 : 적에게 부딪혀 비행이 끝날 때 마지막으로 조금 더 앞으로 나아 갈 수 있다. (1000골드)
- 슬로우 : 드래곤을 온순하게 만들어 드래곤의 속도가 느려져 더욱 안전하고 쉽게 잡을 수 있다. (1000골드)
- 편대 비행 : 적에게 부딪혀 끝이 날 때 해당 캐릭터를 제외한 나머지 캐릭터 중 사용자가 지정한 캐릭터가 이어서 플레이를 할 수 있다. (1000골드)
- 뿔피리 : 새끼용 순서를 바꿀 수 있어 보스 공략 시 전략적으로 플레이 할 수 있다. 정지화면이나 보스가 나타날 때 사용할 수 있다.
- 고기 10팩 : 사용 시 새끼용을 더 빨리 성장 시킬 수 있다. 구입 즉시 적용이 된다. (1000골드)
- 신성한 유물 : 다음 게임에 7가지의 효과 중 1가지의 효과가 랜덤으로 작용한다. (500골드)
  - 효과 목록 : 골드 획득 2배, 보석 획득률 증가, 새끼용 경험치 2배, 아이템 획득률 증가, 파이널 플라이트, 하이퍼 플라이트 1500, 하이퍼 플라이트 대용량

## 같이 보기
- 드래곤